# Nuotama Bodomo
Nuotama Frances Bodomo (sinh năm 1988) là một nhà làm phim, nhà văn và đạo diễn người Ghana.

## Tiểu sử và sự nghiệp
Sinh ra ở Ghana, với cha mẹ là cả hai nhà giáo dục, Bodomo là Dagaaba. Cô cũng lớn lên ở Na Uy và Hồng Kông, trước khi chuyển đến New York để học phim tại Đại học Columbia (BA) và Trường Điện ảnh Tisch của NYU (MFA). Bộ phim đầu tiên của cô, Boneshaker (2013), với sự tham gia của ứng cử viên Oscar Quvenzhané Wallis, được công chiếu tại Liên hoan phim Sundance 2013 trước khi chiếu tại SXSW, Liên hoan phim Pan Phi và Liên hoan phim châu Phi của Lincoln Center. Bộ phim Afronauts (2014) của cô đã được công chiếu tại Hoa Kỳ tại Liên hoan phim Sundance 2014, ra mắt quốc tế tại Liên hoan phim quốc tế Berlin 2014, và được đưa vào triển lãm "Dreamlands: Immersive Cinema and Art, 1905 Khải2016 "tại Bảo tàng Nghệ thuật Mỹ Whitney.
Cô được mệnh danh là một trong những nhà làm phim của tạp chí "25 gương mặt mới trong phim độc lập" trong năm 2014. Cô có trụ sở tại thành phố New York.
Cô chỉ đạo đoạn ngắn "Mọi người đều chết!" cho tính năng omnibus Collective: Unconscons (2016), được công chiếu tại Liên hoan phim SXSW 2016. Phim đã giành giải Phim ngắn thử nghiệm hay nhất tại Liên hoan phim Blackstar 2016. Trong phim hàng quý, tập. 71, Số 2, trong hồ sơ Phim Đen có tựa đề "Death Grips", của Michael Boyce Gillespie, Bodomo giải thích phân đoạn phim năm 2016 của cô là Everybody Dies!. Năm 2018, Bodomo là một nhà văn và đạo diễn của Random Acts of Flyness, một bộ HBO được tạo bởi Terence Nance.
Bodomo hiện đang phát triển phiên bản tính năng của Afronauts, được hỗ trợ bởi Viện Sundance, Viện phim Tribeca, chương trình Người kể chuyện mới nổi của IFP và Quỹ Alfred P Sloan.
Bodomo là một nghệ sĩ Hoa Kỳ năm 2019 trong phim.

## Đóng phim
- Boneshaker (2013)
- Afronauts (2014)
- Tập thể: Vô thức (phân đoạn "Mọi người đều chết!") (2016)
- Hành vi ngẫu nhiên bay bổng: Phần 1 (2018)